# Abraham Aakre
Abraham Aakre (11 tháng 10 năm 1874 - 6 tháng 10 năm 1948) là một giáo viên và chính trị gia người Na Uy.
Ông sinh ra ở Drangedal bởi Gunder Gundersen Aakre và Karen Jensine Aakre. Ông được bầu làm đại biểu Storting trong giai đoạn 1934–1936, của Đảng Lao động. Ông từng là thị trưởng Halden từ năm 1919 đến năm 1920 và từ năm 1925 đến năm 1931.